# Сэв, Люсьен
Люсьен Сэв (Lucien Sève; 9 декабря 1926 — 23 марта 2020) — французский философ

-марксист.

## Биография
Окончил Высшую нормальную школу. Испытал влияние работ французского психолога и философа Жоржа Политцера. Изучал проблемы человека и психологии личности с позиций марксизма. В 1950 году вступил в Французскую коммунистическую партию, в 1964—1994 годах был членом Центрального Комитета ФКП. Был директором издательства «Editions Sociales». В 1983—2000 годах входил в Национальный консультативный комитет по этике (CCNE). Был одним из основателей проекта Большого издания сочинений Маркса и Энгельса (Grande Édition de Marx et d’Engels), призванного перевести и издать все труды основателей марксизма.
Скончался 23 марта 2020 года от последствий болезни, вызванной коронавирусом COVID-19. Ему посвящён документальный фильм Марселя Родригеса «Три жизни философа Люсьена Сэва» (2019).

## Сочинения
- Современная французская философия. Исторический очерк: от 1789 г. до наших дней. М.: Прогресс, 1968. 391 с.
- Марксизм и теория личности. М.: Прогресс, 1972. (переведена на 25 языков)
- Structuralisme et dialectique, Paris: Messidor/Éditions Sociales, 1984
- Qu’est-ce que la personne humaine?: bioéthique et démocratie, Paris: Éditions La Dispute, 2006 (ISBN 9782843031328).
- Penser avec Marx aujourd’hui. II. L’homme?, Paris: Éditions La Dispute, 2008 (ISBN 9782843031694).
- Aliénation et émancipation, Paris: Éditions La Dispute, 2012 (ISBN 9782843032356).
- Penser avec Marx aujourd’hui. III. La philosophie ?, Paris, Éditions La Dispute, 2014 (ISBN 9782843032561).
- Pour une science de la biographie, suivi de «Formes historiques d’individualité», Paris, collection Les parallèles, Les éditions sociales, 2015, (ISBN 9782353670208).